# Thomas Daum (Admiral)
Thomas Daum (* 17. Juli 1962 in Hagen) ist ein Vizeadmiral der Bundeswehr und seit dem 25. September 2020 Inspekteur Cyber- und Informationsraum in Bonn.

## Militärische Laufbahn
Beförderungen
- 1984 Leutnant zur See
- 1987 Oberleutnant zur See
- 1990 Kapitänleutnant
- 1994 Korvettenkapitän
- 1997 Fregattenkapitän
- 2006 Kapitän zur See
- 2013 Flottillenadmiral
- 2015 Konteradmiral
- 2020 Vizeadmiral

### Ausbildung und erste Verwendungen
Thomas Daum trat am 1. Juli 1981 in die Bundesmarine ein. Als Offizieranwärter der Crew VII/81 begann er seine Ausbildung zum Marineoffizier. Von 1982 bis 1985 schloss sich ein Studium der Informatik an der Hochschule der Bundeswehr München in Neubiberg bei München an. Von 1986 bis 1987 beendete er die Ausbildung zum Marineoffizier an Schulen der Marine. Es folgte von 1987 bis 1990 der Einsatz als Wachoffizier auf Schnellbooten in der Schnellbootflottille. Von 1990 bis 1992 übernahm er das Kommando über S 41 Tiger im 3. Schnellbootgeschwader in Flensburg. Von 1992 bis 1995 war er als wissenschaftlicher Mitarbeiter an der Fakultät für Informatik an der Universität der Bundeswehr in München tätig, wo er zum Dr. rer. nat. promovierte, und von 1995 bis 1996 stellvertretender Geschwaderkommandeur des 3. Schnellbootgeschwaders in Flensburg.

### Dienst als Stabsoffizier
Von 1996 bis 1998 nahm Daum am 38. Admiralstabsdienstlehrgang an der Führungsakademie der Bundeswehr in Hamburg teil. Im Folgenden war er von 1998 bis 1999 Dezernatsleiter Grundlagen Informationssysteme in der Abteilung M6 im Flottenkommando in Glücksburg, von 2000 bis 2001 Referent im Führungsstab der Marine III 5 (Konzeption Führungsunterstützung Marine) im Bundesministerium der Verteidigung (BMVg) in Bonn und von 2002 bis 2003 Dezernatsleiter Streitkräftegemeinsame Übungen, National/NATO/EU in der Abteilung J7 im Einsatzführungskommando der Bundeswehr in Schwielowsee (Gemeinde) bei Potsdam. In der nächsten Funktion war er von 2003 bis 2004 als Kommandeur des 2. Schnellbootgeschwaders in Rostock tätig. 2004 wurde er Bereichsleiter A2 Konzeption, Informationsmanagement, Fähigkeitsanalyse in der Konzeptionsabteilung im Bundesamt für Informationsmanagement und Informationstechnik der Bundeswehr in Koblenz, 2006 Dezernatsleiter D4 Führungsunterstützung beim Deutschen Militärischen Vertreter im Militärausschuss der NATO und bei der EU in Brüssel, 2009 Abteilungsleiter M 6 Führungsunterstützung im Flottenkommando in Glücksburg (2009–2010), 2010 Referatsleiter Führungsdienste Marine im Führungsstab der Marine im BMVg in Bonn sowie 2012 Referatsleiter III 3 Führungsunterstützung, Führungsorganisation und -verfahren sowie Personal im Einsatz in der Abteilung Strategie und Einsatz im BMVg in Berlin 2012.

### Dienst als Admiral
Von 2012 bis 2015 war Daum der Abteilungsleiter Informationstechnik im Bundesamt für Ausrüstung, Informationstechnik und Nutzung der Bundeswehr in Lahnstein bei Koblenz. Von November 2015 bis einschließlich März 2019 war er Deputy General Manager, Chef des Stabes und Chief Operating Officer der NATO Communications and Information Agency (NCIA) in Brüssel, Belgien. Von April 2019 war er, als Nachfolger von Generalmajor Michael Vetter, Chef des Stabes im Kommando Cyber- und Informationsraum (KdoCIR) in Bonn. Am 25. September 2020 übernahm er von Generalleutnant Ludwig Leinhos als Inspekteur Cyber- und Informationsraum die Führung des Organisationsbereichs Cyber- und Informationsraum.

## Einsätze
Während seiner Zeit als Kommandeur des 2. Schnellbootgeschwaders war Daum von September bis Dezember 2003 Kommandeur Marineeinsatzverband 500.002 im Rahmen der Operation Active Endeavour der NATO, Task Force STROG in Cádiz in Spanien.

## Privates
Daum ist verheiratet.

## Schriften (Auswahl)
- Entwicklung einer standardisierten Kommunikationsschnittstelle für ein verteiltes Führungs- und Waffeneinsatzsystem. Augsburg 1996, ISBN 3-930455-31-5.